# أكادير إيمشكيكلن
إيمشڭيڭلن أو أڭادير إيمشڭيڭلن (بالأمازيغية: ⴰⴳⴰⴷⵉⵔ ⵉⵎⵛⴳⵉⴳⵍⵏ) قرية أمازيغية في منطقة سوس جنوب المغرب.
إداريا، تنتمي إيمشڭيڭلن إلى جماعة آيت مزال في إقليم شتوكة آيت باها التابع لجهة سوس ماسة.

## سبب التسمية
يرجع سبب تسمية القرية بـ «أكادير إيمشكيكلن» إلى وجود المخازن الجماعية «إيكودار» بها، والتي تعتبر من أهم عناصر التراث المعماري الأمازيغي وشاهدا على النظام الاجتماعي الدقيق للقبائل الأمازيغية. أما إيمشكيكلن فهو اسم القبيلة.

## الموقع الجغرافي
تقع قرية إيمشڭيڭلن على بعد كيلومتر ونصف من الطريق الجهوية 105 الرابطة بين مدينة أكادير وآيت باها. حيث تبعد عن مدينة أكادير بـ 71 كيلومترا في اتجاه الجنوب الشرقي، وعن آيت باها بـ 6 كيلومترات في اتجاه الشمال الغربي.

## المخازن الجماعية «إيكودار»

### الموقع
تتموقع المخازن الجماعية على هضبة تطل على القرية ونواحيها، مما يوفر لها المزيد من الحماية ويسمح لحارسها بمراقبة المكان.و يرجّح أنه قد تم تشييدها في القرن السابع عشر ميلادي.

### الهندسة
تتكون المخازن من ثلاثة أدوار مبنية بالحجر الجاف، تحتوي غرفا متماثلة في الحجم والشكل، يتم الولوج إليها عبر سلالم حجرية خارجية.

### الوظائف
بالإضافة إلى دورها الأساسي (تخزين المؤن والممتلكات)، تحتوي إيكودار كذلك على غرفة للحدادة، حيث كان أهل القرية يصنعون أسلحتهم ومختلف أدواتهم الحديدية، وعلى فناء مُسيّج يتسع لحمايتهم واختبائهم في حالة وقوع هجمات.
حاليا أصحبت المخازن مزارا سياحيا بعد أن تم ترميمها وإعادة افتتاحها للعموم سنة 2018.